# 與座海人
- 与座海人

與座 海人（よざ かいと、1995年9月15日 - ）は、沖縄県浦添市出身のプロ野球選手（投手）。右投右打。埼玉西武ライオンズ所属。
「與」が旧字体であるため、報道などでは苗字が「与座」と表記されることもある。
兄の與座健人は社会人野球のパナソニックの投手であり、弟の與座巧人も社会人野球・伏木海陸運送の投手である。

## 経歴

### プロ入り前
浦添市立前田小学校の1年時から「前田ホークス」で野球を始めると、浦添市立浦添中学校では軟式野球部でエースとして活躍。中学時代の同級生に又吉亮文がいる。
沖縄尚学高等学校への進学当初はオーバースローで投げていたが、3番手以下の扱いで、投手出身の監督の比嘉公也の勧めで2年時の夏からサイドスローに転向。2年時の秋からベンチ入りを果たすと、3年時には春夏連続で甲子園大会へ出場した。しかし、春の選抜大会では1回戦、夏の選手権全国大会では2回戦で敗退した。
高校卒業後に進学した岐阜経済大学（現：岐阜協立大学）の硬式野球部ではフォームをアンダースローに変更。リーグ戦には1年時の春季から登板し、2年時の秋季に最高殊勲選手と最優秀投手を受賞。主将を務めた4年時の春季リーグ戦ではベストナインを受賞し、チームの優勝に貢献した。さらに、チームは東海地区の全日本大学野球選手権大会代表決定戦も制し、史上初めて同大会に出場。1回戦では石巻専修大学打線を相手に被安打1の完封勝利を収めた。この試合を境に、NPB9球団のスカウトから注目されるようになった。最終的に、東海地区大学野球の岐阜県リーグ戦で通算26勝を挙げた。
大学4年だった2017年の秋に、プロ志望届を日本学生野球協会へ提出。10月26日に開かれたドラフト会議で、埼玉西武ライオンズから5位指名を受けた。当日は、岐阜経済大学硬式野球部の出身者から初めてドラフト会議での指名が予想されたことから、『ドラフト緊急生特番!お母さんありがとう』（TBSテレビ制作の全国ネット番組）の密着取材も受け、同番組では密着取材や指名の模様が放送され、與座本人や家族が生放送のパートに出演した。
なお、ドラフト会議の直前までは、東海地区大学野球の秋季岐阜県リーグ戦に登板。リーグ戦の終了後から右肘に軽度の炎症が生じていたものの、ドラフト会議で埼玉西武ライオンズから指名された（育成契約での指名選手を含む）8選手では最後に、契約金3000万円、年俸700万円（金額は推定）という条件で支配下登録選手として入団した。岐阜経済大学の硬式野球部出身者から初めてNPB加盟チームへの入団を果たした。背番号は31。

### 西武時代

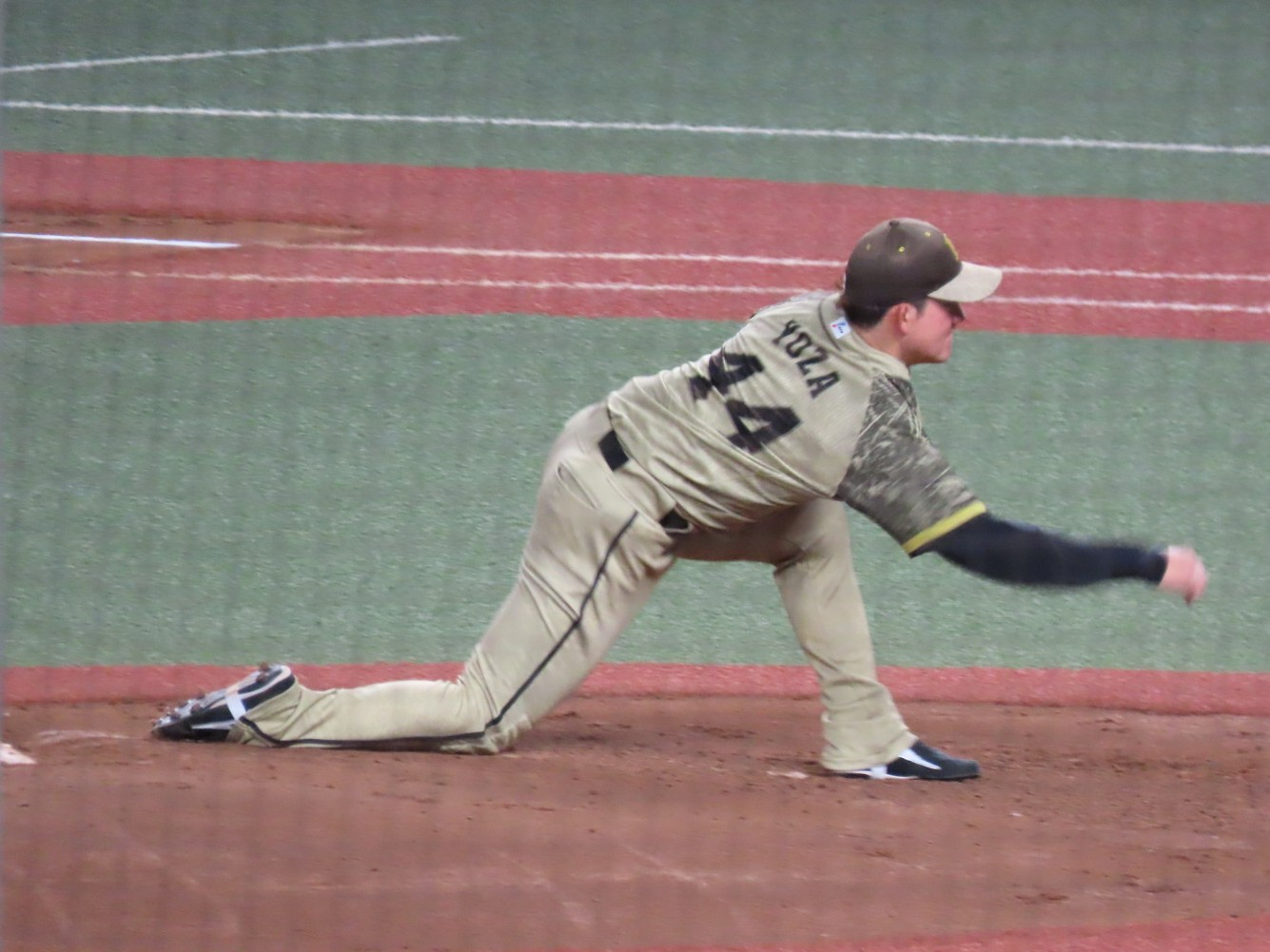
2022年8月6日 ベルーナドームにて

2018年は前述の右肘の炎症が続いていたため、春季キャンプ前の新人合同自主トレーニング期間中までノースローで調整した。後にキャッチボールを再開したが、春季キャンプから二軍生活に終始。右肘の状態が芳しくなかったことから、レギュラーシーズンでは一・二軍を通じて公式戦への登板機会がなく、10月22日にトミー・ジョン手術を受けた。実戦への復帰までに最短でも1年を要することが見込まれたため、球団は育成選手として復帰を待つ方針に転換し、10月29日に支配下登録選手契約を解除され、11月14日に育成選手として再契約。背番号は124へ変更となった。
2019年は右肘の状態が当初の見込みより早く回復したことから、9月12日に横浜DeNAベイスターズとのイースタン・リーグ公式戦で実戦デビュー。同リーグ公式戦では2試合に登板し、0勝1敗・防御率5.06を記録し、シーズン終了後のフェニックス・リーグでも登板を重ねた。11月6日の契約更改では230万円減となる推定年俸470万円でサインしたと共に、支配下登録選手への復帰が決定。背番号は44へ変更となった。
2020年は新型コロナウイルスの影響で120試合制の短縮シーズンとなり、開幕も延期となったが、開幕前の練習試合で好投し、開幕ローテーション入り。6月21日の北海道日本ハムファイターズ戦でプロ初登板初先発を果たすと、5試合目の先発となった7月23日の千葉ロッテマリーンズ戦でプロ初勝利を挙げた。同30日の福岡ソフトバンクホークス戦でも勝利投手となったが、その後は2試合連続でノックアウトを喫し、8月14日に出場選手登録を抹消されて以降は一軍登板がなくシーズンを終えた。この年は8試合の先発で2勝4敗・防御率5.45という成績であり、オフに200万円増となる推定年俸900万円で契約を更改した。
2021年は開幕を二軍で迎え、先発として調整していたが、伊藤翔や田村伊知郎といったロングリリーフができる投手が不調であったため、5月7日に中継ぎとして一軍に昇格。ホールドが付かない場面での登板が続いたが、森脇亮介やリード・ギャレットの不調もあり、6月6日の東京ヤクルトスワローズ戦では、1点リードの7回裏に5番手として登板し、1イニングを三者凡退に抑えてプロ初ホールドを記録した。8連戦の7試合目となった同14日の広島東洋カープ戦ではブルペンデーの1番手としてシーズン初先発となり、3回無失点で役目を果たした。6月28日に出場選手登録を抹消されて以降は再び先発調整となり、8月22日のオリックス・バファローズ戦に先発すると、5回2失点でシーズン初勝利を挙げた。翌23日に再び登録抹消となると、以降は一軍での先発機会に恵まれなかったものの、二軍では61回を投げて防御率1.33と結果を残し、10月1日に一軍再昇格。同日の北海道日本ハムファイターズ戦で5回無失点と好投すると、その後も好投を続け、10月は白星こそ挙げられなかったが、3先発で防御率0.55を記録。この年は15試合（5先発）の登板で1勝1敗1ホールド・防御率2.79という成績を残し、オフに200万円増となる推定年俸1100万円で契約を更改した。
2022年は2年ぶりに開幕ローテーション入りし、3月31日の日本ハム戦でシーズン初登板初先発となったものの、5回途中4失点で敗戦投手となり、翌4月1日に出場選手登録を抹消された。その後は二軍調整が続いたが、開幕から一軍でブルペンの一角を担っていた佐々木健・宮川哲・水上由伸が新型コロナウイルスにより離脱したことを受け、4月26日に中継ぎとして一軍へ昇格。同28日のソフトバンク戦では先発・スミスのアクシデントを受け、2回裏一死満塁という場面から緊急登板。このピンチを無失点で切り抜けると、5回裏までの3回2/3を1失点と好投し、シーズン初勝利を挙げた。続く5月5日のロッテ戦では先発し、6回無失点の好投で勝利投手。雨天中止があった兼ね合いで中11日で先発となった同17日のソフトバンク戦は沖縄セルラースタジアム那覇で開催され、初の凱旋登板となり、勝敗こそ付かなかったものの、8回無失点と好投し、その後は先発ローテーションに定着。前半戦を終えてチームトップの7勝を記録すると、後半戦初登板となった7月30日のソフトバンク戦で9回112球7安打無四死球無失点と快投し、プロ初完投初完封勝利を挙げた。シーズン終了まで先発ローテーションを守り抜き、この年は20試合（19先発）の登板で10勝7敗・防御率2.88（規定投球回未到達）と飛躍を遂げ、オフに3倍増となる推定年俸3300万円で契約を更改した。
2023年は春先に発熱で出遅れたこともあり、開幕ローテーション入りは果たせなかった。二軍では27イニングで被本塁打5、うち3発はストレートでの被弾と球威に課題を抱えながらも、5試合の登板で防御率2.33を記録すると、4月30日の東北楽天ゴールデンイーグルス戦でシーズン初登板初先発。ただ、2回裏に先制3ランを含む4失点を喫すると、3回裏には鈴木大地に高めのストレートを2点本塁打とされた直後に降板し、2回0/3を6失点。続く5月7日のオリックス戦でもフランク・シュウィンデルに高めのストレートを2点本塁打とされるなど、5回3失点で降板し、2先発で0勝0敗・防御率10.29と振るわず、翌8日に出場選手登録を抹消された。5月30日の阪神タイガース戦で先発機会を得たが、1番近本光司・2番中野拓夢に連続でストレートを三塁打とされ、初回から2点を失うなど、6回3失点でシーズン初黒星。その後は復調して先発ローテーションを回ったものの、試合を作りながらも白星には恵まれず、7月15日の日本ハム戦でも7回無失点と好投しながら、勝敗は付かず、前半戦終了時点では8先発で0勝2敗・防御率3.74という成績であった。後半戦初登板となった7月26日のロッテ戦で5回2/3を1失点に抑え、シーズン初勝利を挙げると、続く8月2日のソフトバンク戦では9回2安打無四死球無失点。高めの球を減らし、変化球を低めに集めて13個のゴロアウトを奪い、二塁すら踏ませない投球内容でシーズン初の完封勝利を挙げた。しかし、その後の5先発のうち、3試合で5回持たずに降板すると、9月14日に登録抹消。その後の一軍登板はなくシーズンを終え、この年は前年と比べてストレートの球速が最速・平均ともに2km/hダウンし、15試合の先発登板で2勝6敗・防御率3.69という成績であった。オフに300万円減となる推定年俸3000万円で契約を更改。12月5日には背番号が15へ変更となることが発表された。
2024年は春先から調子が上がらず、開幕を二軍で迎えた。二軍では先発として調整していたが、本来は先発ながらもリリーフとして一軍昇格していた羽田慎之介の体調不良を受け、5月18日に羽田と入れ替わる形でリリーフとして出場選手登録。同25日のオリックス戦で3点ビハインドの7回表からシーズン初登板となり、1回無失点に抑えると、直後にチームが逆転し、そのまま勝利したことで與座にシーズン初勝利が記録された。6月7日の阪神戦では先発予定の武内夏暉の新型コロナウイルス感染を受け、その代役でシーズン初先発となったが、4回5安打4四球2失点で敗戦投手となり、翌8日に出場選手登録を抹消された。その後は8月に2度一軍先発機会を得たが、いずれも6回持たずに4失点で敗戦投手。ストレートのシーズン最高球速は131km/hにとどまっていたが、9月29日のロッテ戦で1か月半ぶりに一軍先発登板となり、初回に最速134km/hを計測し、8回7安打無四死球8奪三振2失点と力投した。8回には132km/hを計測するなど、渡辺久信監督代行も「球も強かったし、コントロールもすごく良くて今年一番のピッチングじゃないかなと思う」と絶賛した投球内容であったが、打線の援護がなく敗戦投手。この年は7試合（4先発）の登板で1勝4敗・防御率4.81という成績にとどまり、オフに500万円減となる推定年俸2500万円で契約を更改した。

## 選手としての特徴
アンダースローから最速136km/hのストレートを中心に投げ込む。変化球はスライダー・シンカー・カーブを操り、カーブはときに80km/h台を計測するほど、腕の振りを緩めて投げることがある。
一般的にアンダースローは高めのストレートが有効とされているが、2023年1月8日にNHKで放送された『球辞苑』に出演した際、高めのスライダーが有効であると話した。また、ストレートに関しては高低に関係なく、ベース上を速く通るかが大切とも話し、「僕の中では真っ直ぐの強さが一番良かった要因」と2022年シーズンに飛躍を遂げた最大の理由に、ストレートの強さを挙げた。
変化球や高めのストレートであっても、ストライクゾーン内にテンポ良く投げ込み、打者を打ち取る投球スタイルで2022年シーズンでは110イニング以上を投げたパ・リーグの先発投手23人中、2位となる与四球率1.24を記録した。
アンダースローについては、沖縄尚学高校の2年時に「（硬式野球部内に）同じタイプ（の投手が）いない」という理由でサイドスローのフォームを身に付けたことが下地になっていたという。大学進学後、アンダースローに転向する際は牧田和久の投球フォームを参考にしていた。

## 人物

### 大学時代のチームメイトとのエピソード
與座が岐阜経済大学に進学し、野球部に入部した直後、同学年の中野宏紀（香川県立三本松高校出身）と出会う。1年時から二人ともベンチ入りしていたが、與座自身は彼の実力に憧れを抱いていた。そして、ふたりで「ダブルエースで創部初の全国大会に出場して、ふたりでプロになる」と夢を語っていた。
しかし中野は2014年5月2日、原付バイクで交通事故に遭ってしまう。與座は入院先に駆けつけるも、彼が集中治療室に入室していたこともあり、面会することは叶わなかった。そのため、彼を励まそうと、他のチームメイトとともにボールに寄せ書きをしたり、激励のメッセージ動画を撮影したりするなど、他のチームメイトとともに回復を祈っていた。しかし、事故から1週間後の5月10日に中野は他界する。
その後、與座自身の活躍もあり、チームは東海地区の全日本大学野球選手権大会代表決定戦も制し、同校史上初めて本大会に出場、石巻専修大学戦で初勝利を挙げる。その際に與座本人が掲げていたユニフォームは亡くなった中野の背番号「15」だった。

## 詳細情報

### 年度別投手成績
| 年 度     | 球 団     | 登 板 | 先 発 | 完 投 | 完 封 | 無 四 球 | 勝 利 | 敗 戦 | セ 丨 ブ | ホ 丨 ル ド | 勝 率 | 打 者 | 投 球 回 | 被 安 打 | 被 本 塁 打 | 与 四 球 | 敬 遠 | 与 死 球 | 奪 三 振 | 暴 投 | ボ 丨 ク | 失 点 | 自 責 点 | 防 御 率 | W H I P |
| --------- | --------- | ----- | ----- | ----- | ----- | -------- | ----- | ----- | -------- | ----------- | ----- | ----- | -------- | -------- | ----------- | -------- | ----- | -------- | -------- | ----- | -------- | ----- | -------- | -------- | ------- |
| 2020      | 西武      | 8     | 8     | 0     | 0     | 0        | 2     | 4     | 0        | 0           | .333  | 169   | 38.0     | 47       | 5           | 13       | 0     | 2        | 18       | 0     | 0        | 23    | 23       | 5.45     | 1.58    |
| 2021      | 西武      | 15    | 5     | 0     | 0     | 0        | 1     | 1     | 0        | 1           | .500  | 157   | 38.2     | 31       | 3           | 10       | 0     | 4        | 28       | 0     | 0        | 12    | 12       | 2.79     | 1.06    |
| 2022      | 西武      | 20    | 19    | 1     | 1     | 1        | 10    | 7     | 0        | 0           | .588  | 463   | 115.2    | 104      | 11          | 16       | 0     | 4        | 61       | 2     | 0        | 39    | 37       | 2.88     | 1.04    |
| 2023      | 西武      | 15    | 15    | 1     | 1     | 1        | 2     | 6     | 0        | 0           | .250  | 340   | 83.0     | 72       | 9           | 21       | 0     | 5        | 39       | 1     | 0        | 38    | 34       | 3.69     | 1.12    |
| 2024      | 西武      | 7     | 4     | 0     | 0     | 0        | 1     | 4     | 0        | 0           | .200  | 106   | 24.1     | 22       | 4           | 11       | 0     | 0        | 13       | 0     | 0        | 13    | 13       | 4.81     | 1.36    |
| 通算：5年 | 通算：5年 | 65    | 51    | 2     | 2     | 2        | 16    | 22    | 0        | 1           | .421  | 1235  | 299.2    | 276      | 32          | 71       | 0     | 15       | 159      | 3     | 0        | 125   | 119      | 3.57     | 1.16    |

- 2024年度シーズン終了時

### 年度別守備成績
| 年 度 | 球 団 | 投手  | 投手  | 投手  | 投手  | 投手  | 投手     |
| 年 度 | 球 団 | 試 合 | 刺 殺 | 補 殺 | 失 策 | 併 殺 | 守 備 率 |
| ----- | ----- | ----- | ----- | ----- | ----- | ----- | -------- |
| 2020  | 西武  | 8     | 1     | 7     | 0     | 2     | 1.000    |
| 2021  | 西武  | 15    | 1     | 6     | 0     | 0     | 1.000    |
| 2022  | 西武  | 20    | 10    | 14    | 3     | 2     | .889     |
| 2023  | 西武  | 15    | 9     | 16    | 0     | 1     | 1.000    |
| 2024  | 西武  | 7     | 2     | 3     | 0     | 1     | 1.000    |
| 通算  | 通算  | 65    | 23    | 46    | 3     | 6     | .958     |

- 2024年度シーズン終了時

### 記録
初記録
投手記録
- 初登板・初先発登板：2020年6月21日、対北海道日本ハムファイターズ3回戦（メットライフドーム）、6回3失点で敗戦投手[24]
- 初奪三振：同上、3回表に清水優心から空振り三振
- 初勝利・初先発勝利：2020年7月23日、対千葉ロッテマリーンズ8回戦（メットライフドーム）、5回2失点[8]
- 初ホールド：2021年6月6日、対東京ヤクルトスワローズ3回戦（明治神宮野球場）、7回裏に5番手で救援登板、1回無失点[32]
- 初完投・初完投勝利・初完封・初完封勝利：2022年7月30日、対福岡ソフトバンクホークス13回戦（福岡PayPayドーム）、9回無失点（7安打、5奪三振、無四死球）[54]

打撃記録
- 初打席：2021年6月3日、対読売ジャイアンツ3回戦（東京ドーム）、5回表にエンジェル・サンチェスから空振り三振

### 背番号
- 31（2018年[13]）
- 124（2019年[15]）
- 44（2020年[22] - 2023年 ）
- 15（2024年[86] - ）